# Олександра Потоцька
Олекса́ндра Пото́цька (до шлюбу — Любоми́рська; пол. Aleksandra Lubomirska; * 1760, Люблін — † 1836, Вілянов) — представниця польської шляхти.

## Біографія
Одна з чотирьох доньок великого коронного маршалка князя Станіслава Любомирського та Ізабели з князів Чорторийських.
2 червня 1776 року одружилася з Станіславом Косткою Потоцьким. 15 травня 1778 року у Варшаві народила єдиного сина Олександра Станіслава.